# Große Moschee des an-Nuri

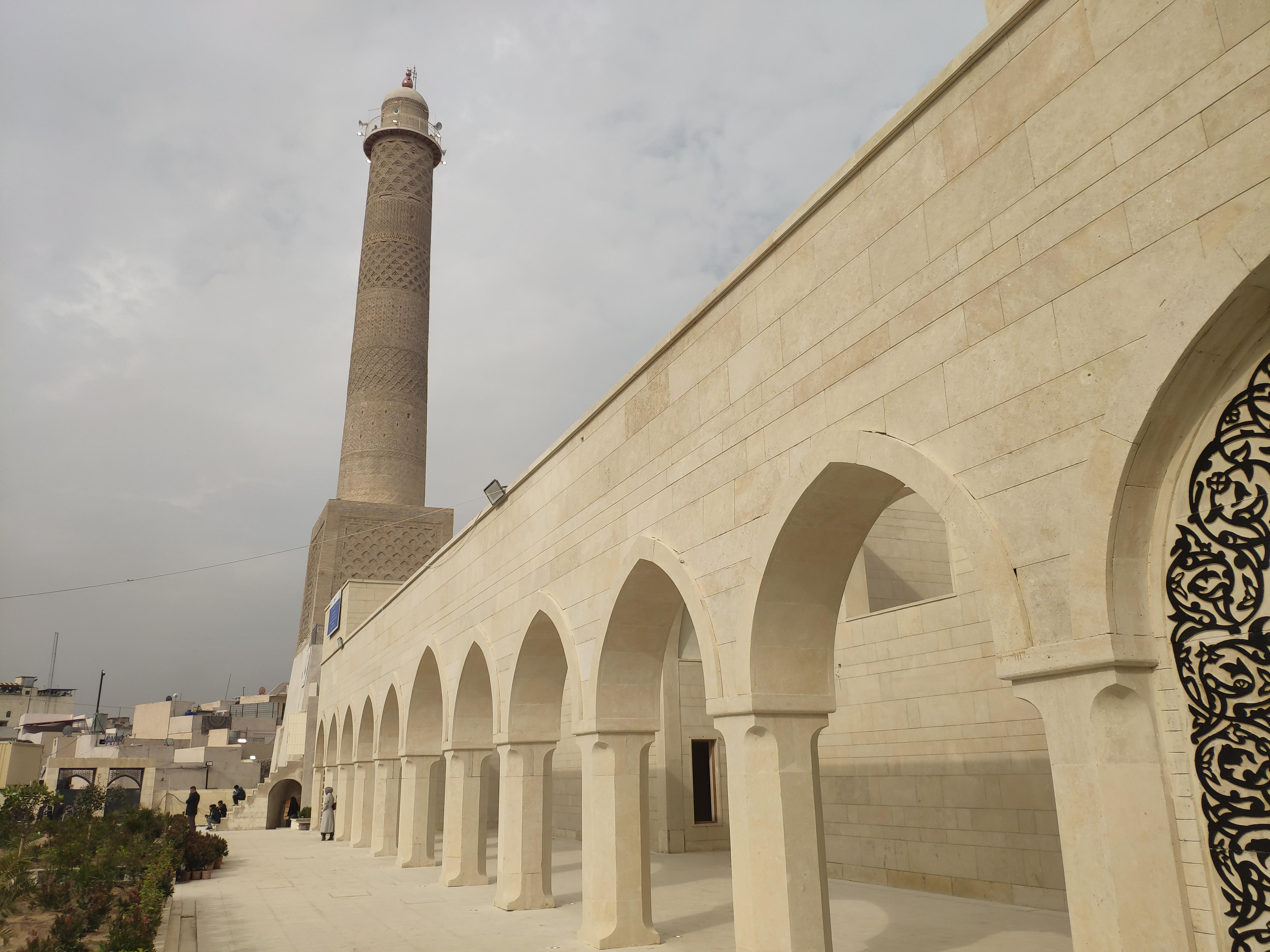
Die wiederaufgebaute Moschee mit Minarett (2025)

Die Große Moschee des an-Nuri (arabisch جامع النوري, DMG Ǧāmiʿ an-Nūrī ‚an-Nuri-Moschee‘), benannt nach dem zengidischen Statthalter Nureddin Zengi, war eine Moschee aus den 1170er Jahren im Westen der irakischen Stadt Mossul.
Die Moschee wird seit 2003 auf der Rückseite der 10.000 Dinar-Banknote abgebildet. Sie wurde am 21. Juni 2017 weitgehend zerstört und bis 2025 wiederaufgebaut.

## Geschichte

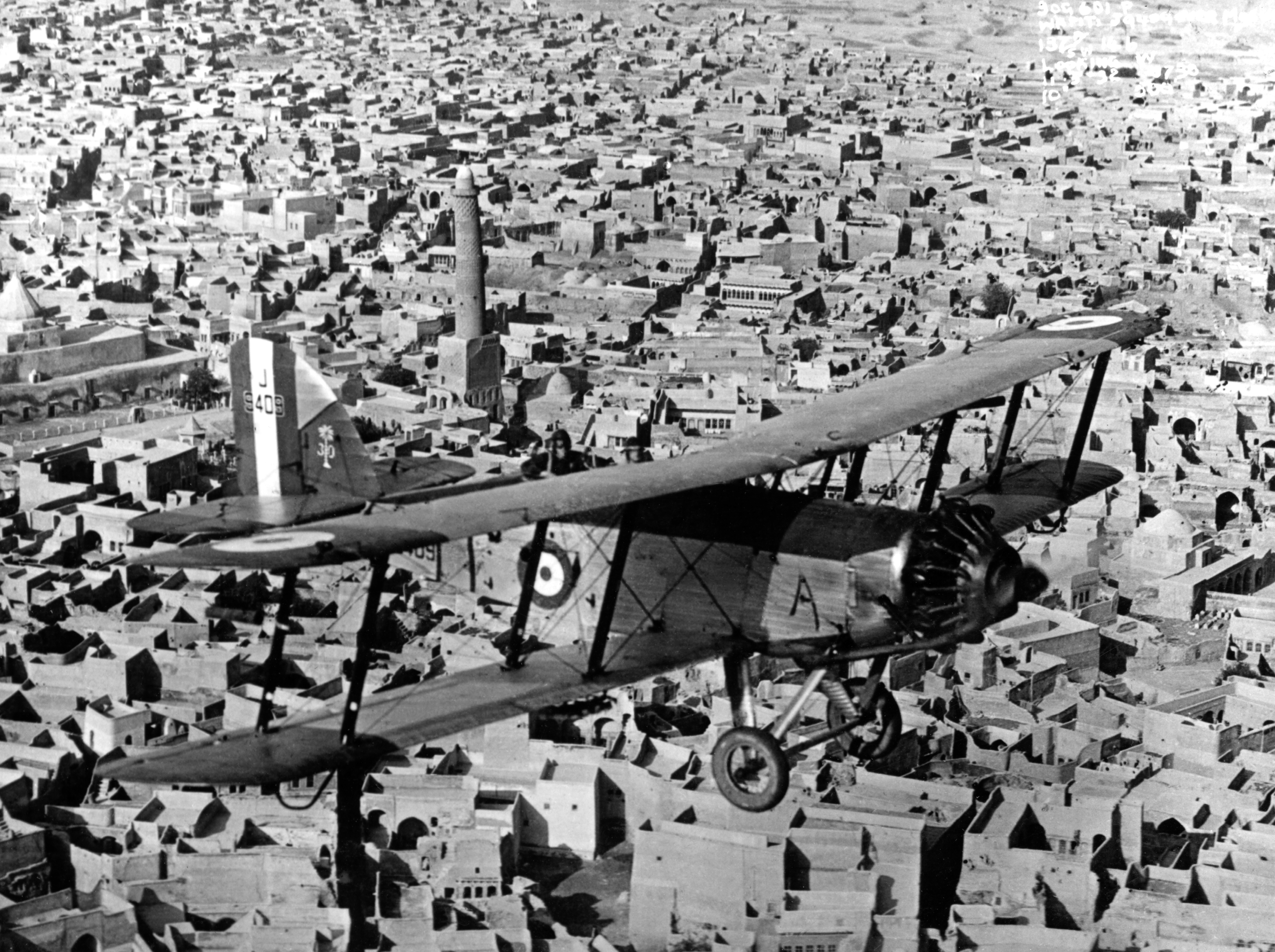
Moschee und Minarett im Stadtbild (1932)

Das Bauwerk entstand 1172/1173. Von diesem ursprünglichen Bau blieben eine Gebetsnische und einige Säulen erhalten. Die Höhe des einzigen Minaretts betrug etwa 45 Meter. Es stand jedoch geneigt, wovon bereits im 14. Jahrhundert berichtet wurde. Deshalb wurde es auch الحدباء / al-Ḥadbāʾ / ‚das Bucklige‘ genannt. Im örtlichen Volksglauben verneigte sich das Minarett bei der Himmelfahrt Mohammeds vor dem Propheten. Von Wissenschaftlern wird dagegen die Sonneneinstrahlung, die auf Gips und Ziegel wirkt, als Ursache für die Krümmung genannt.
Während des Ersten Golfkriegs mit dem Iran wurden die Grundmauern beschädigt und 2012 warnten die Vereinten Nationen vor einem Einsturz des Minaretts.
In der Moschee hielt der Anführer der Terrororganisation „Islamischer Staat“ (IS), Abu Bakr al-Baghdadi, am 4. Juli 2014 in seinem einzigen öffentlichen Auftritt eine Freitagspredigt (Chutba), nachdem er am 29. Juni 2014 vom Sprecher des IS, Abu Mohammad al-Adnani, zum „Kalifen“ erklärt worden war.

### Zerstörung

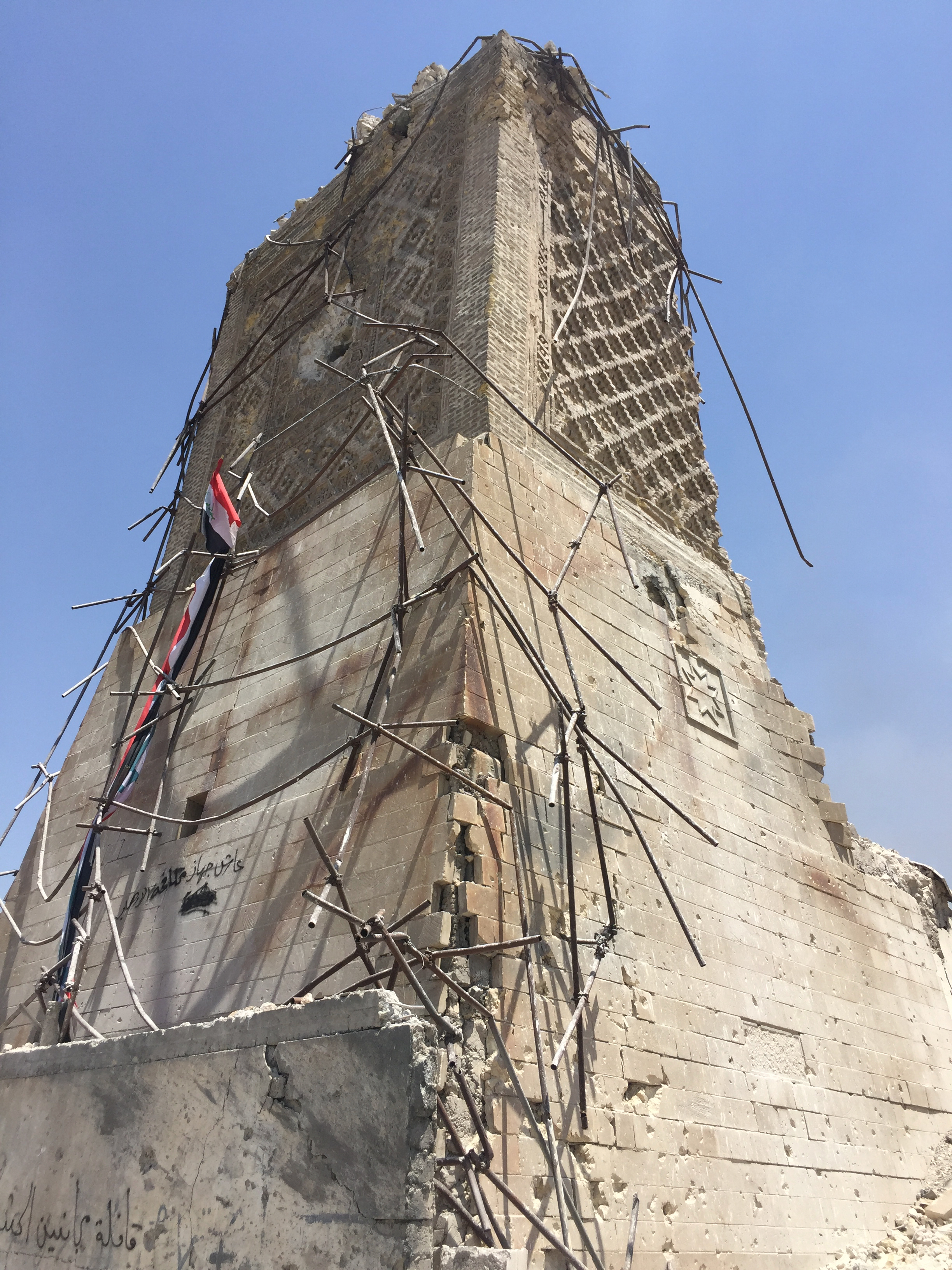
Die Minarett-Basis der an-Nuri-Moschee nach der Zerstörung (2017)

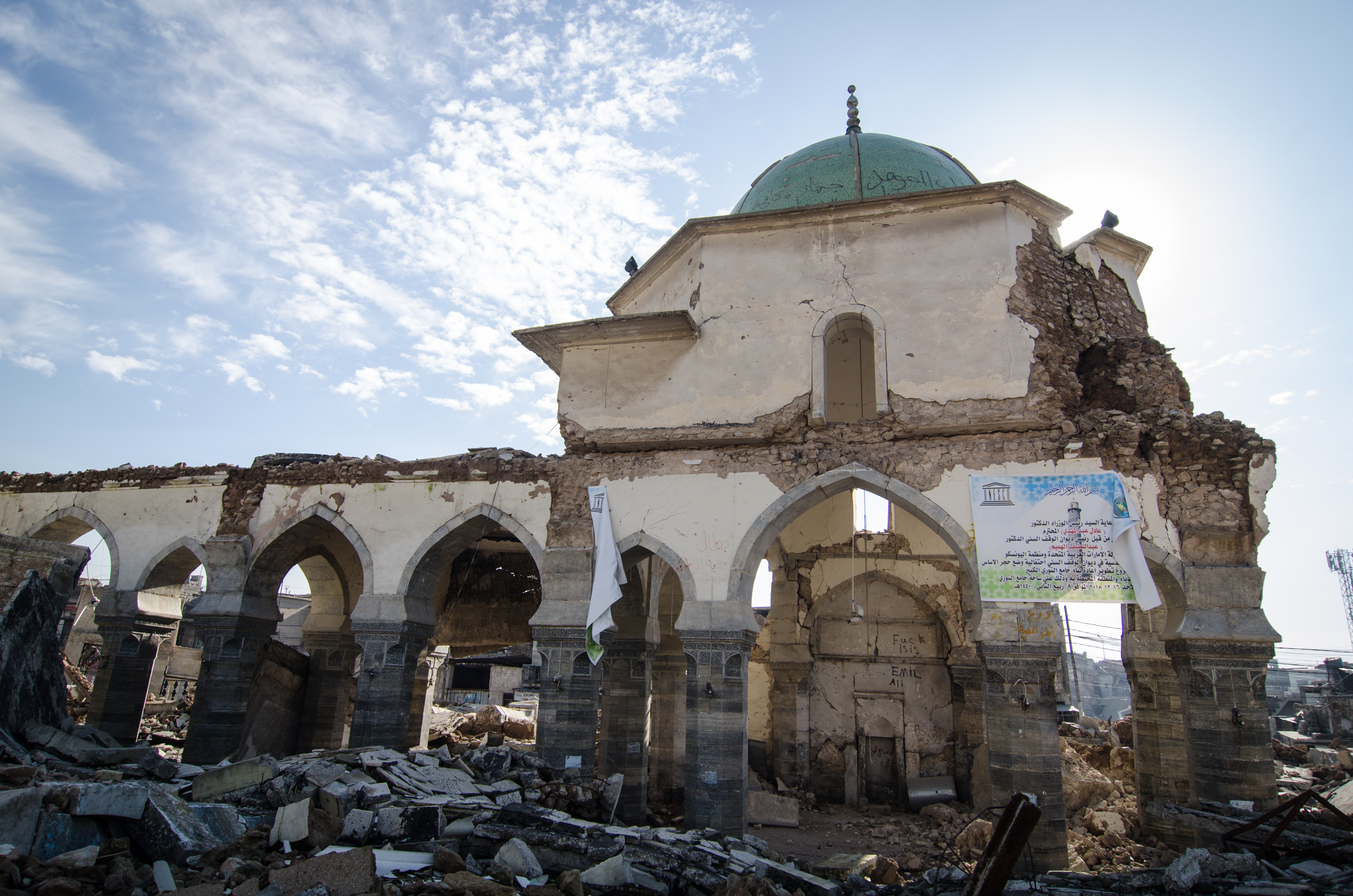
Reste der zerstörten Moschee (Januar 2019)

Im Zuge der Schlacht um Mossul wurde die Moschee am 21. Juni 2017 weitgehend zerstört. Während die irakischen Streitkräfte und ein Sprecher der Internationalen Allianz gegen den Islamischen Staat von einer Sprengung durch den IS sprachen, behauptete dieser über seine Agentur Amaq, das Gebäude sei bei einem US-Luftangriff getroffen worden, was wiederum von der US-geführten Militärkoalition dementiert wurde: Die US-Luftwaffe habe zu der betreffenden Zeit in dem Gebiet keine Angriffe durchgeführt. 
Die irakische Armee sprach von einem „historischen Verbrechen“. Der irakische Staatspräsident Haider al-Abadi deutete die Zerstörung als ein „offizielles Eingeständnis“ des IS, die Schlacht um Mossul verloren zu haben. Der Kommandeur der Mossul-Operation teilte mit, die Dschihadisten hätten „einen der größten Schätze Mossuls und des Iraks“ zerstört. Bereits 2014 versuchten IS-Milizen das Minarett zu zerstören, was aber von der Bevölkerung mit einer Menschenkette verhindert werden konnte.

### Wiederaufbau
Mitte Dezember 2018 wurde der Grundstein für den Wiederaufbau der Moschee gelegt. Die Finanzierung erfolge vor allem durch die Vereinigten Arabischen Emirate und die EU. 2025 war die Moschee inklusive des Al-Hadba-Minaretts weitestgehend rekonstruiert.